# Amărăști (gmina)
Amărăști – gmina w Rumunii, w okręgu Vâlcea. Obejmuje miejscowości Amărăști, Mereșești, Nemoiu, Padina, Palanga i Teiul. W 2011 roku liczyła 1826 mieszkańców.